# Кубок Кремля 1995

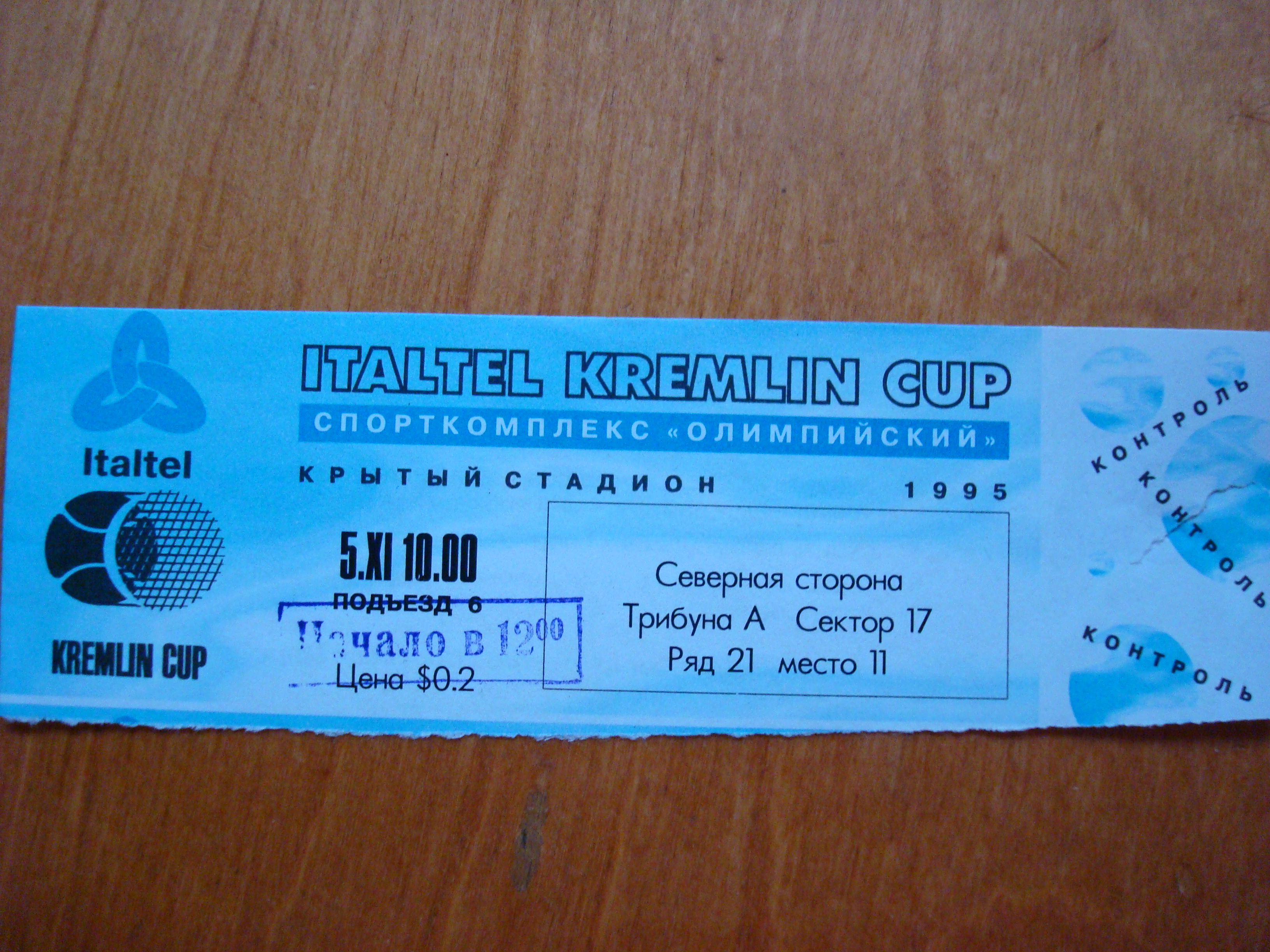
Билет на Кубок Кремля 1995

Кубок Кремля 1995 — международный мужской теннисный турнир, проходивший в Москве с 4 по 12 ноября 1995 года в спорткомплексе «Олимпийский». Это был шестой в истории Кубок Кремля. Турнир имел категорию ATP World Series и был последним турниром этой категории в сезоне 1995 года (одновременно проходили турниры этой же категории в Буэнос-Айресе и Стокгольме).
Призовой фонд составил 1 125 000 долларов США. Генеральным спонсором турнира была компания Italtel.

## Общая информация
Впервые победителем в одиночном разряде стал немец Карл-Уве Штееб. Этот титул стал для него третьим и последним на турнирах АТП. Штееб стал первым теннисистом, победившим на Кубке Кремля и в одиночном, и в парном разряде. В паре Штееб побеждал в 1991 году.
В парном разряде победила пара Байрон Блэк (Зимбабве) и Джаред Палмер (США). Блэк остаётся единственным зимбабвийцем, побеждавшим на Кубке Кремля (в 2007 году его успех повторит младшая сестра Кара, также победившая в парном разряде). Палмер стал первым американцем, победившем в Москве.

## Соревнования

### Одиночный разряд
Карл-Уве Штееб победил  Даниэля Вацека со счётом 7-65 3-6 7-66.

### Парный разряд
Байрон Блэк /  Джаред Палмер победили  Томми Хо /  Бретта Стивена со счётом 6-4 3-6 6-3.